# Bouhans
Bouhans ist eine französische Gemeinde im Département Saône-et-Loire in der Region Bourgogne-Franche-Comté. Sie gehört zum Arrondissement Louhans und zum Kanton Pierre-de-Bresse. Der Ort hat 176 Einwohner (Stand 1. Januar 2022), sie werden Bouhannais, resp. Bouhannaises genannt.

## Geografie

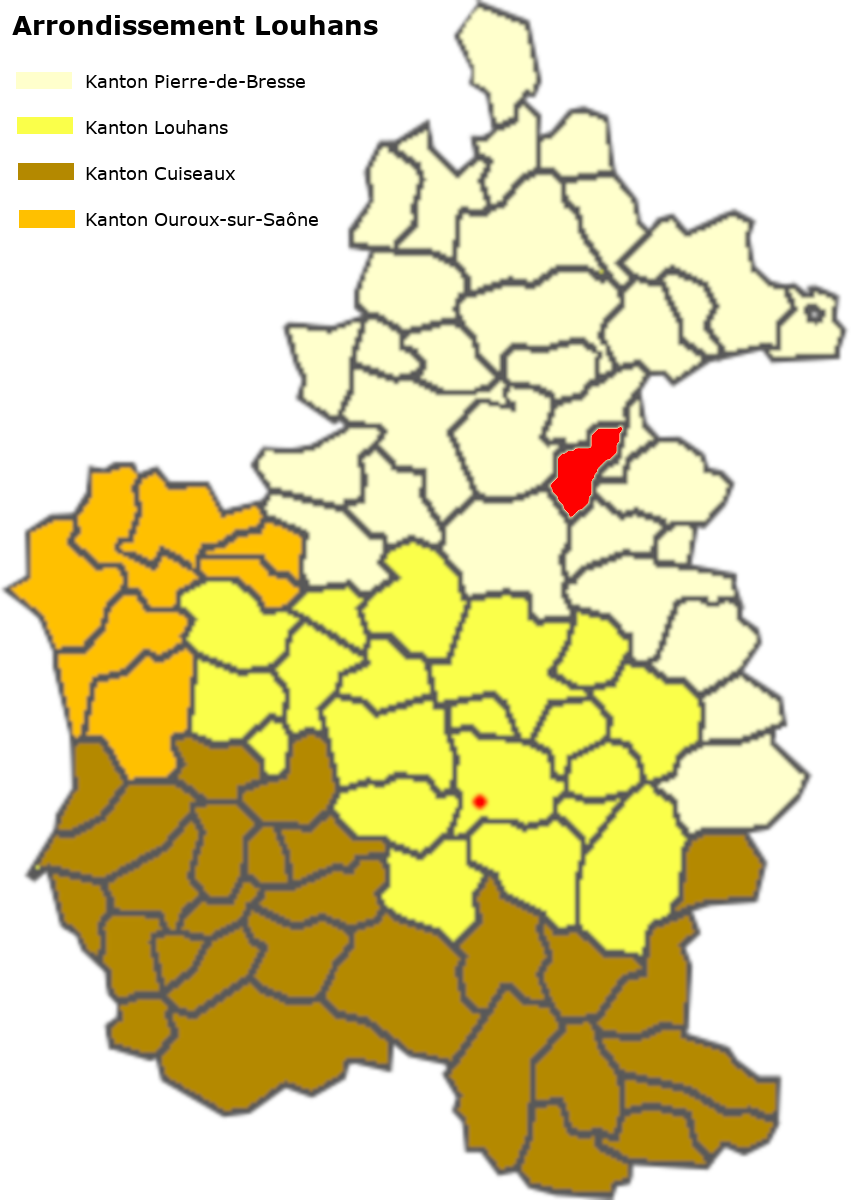
Lage der Gemeinde im Arrondissement Louhans

Die Gemeinde liegt in der Landschaft Bresse, im nördlichen Drittel des Arrondissement Louhans. Fast die gesamte Ostgrenze wird durch die Brenne gebildet. Quer durch die Gemeinde verläuft annähernd in Nord-Süd-Richtung der Ruisseau de l’Étang de Bouhans, der mehrere Étangs in der Gemeinde Montjay entwässert. Im zentralen Gemeindegebiet verläuft der Ruisseau de l’Étang de Barre von Westen nach Osten und entwässert den Étang de Barre im Gemeindegebiet von Serley und mündet in den Ruisseau de l’Étang de Bouhans. Schließlich durchzieht noch ein Netz von Biefs das südliche Gemeindegebiet, künstlich angelegte Wasserläufe zur Bewirtschaftung etlicher Étangs im Gemeindegebiet von Saint-Germain-du-Bois, sowie des Étang du Moulinot im Süden von Bouhans.
Der Bourg wird durch die Departementsstraße D58 erschlossen, im westlichen Gemeindegebiet verläuft die Départementsstraße D137 von Saint-Germain-du-Bois nach Bellevesvre. Bei dieser Trasse handelt es sich um eine ehemalige Römerstraße, die von Louhans nach Pierre-de-Bresse führte. Die Gemeinde weist lediglich im Süden eine größere zusammenhängende Waldfläche auf, einzelne kleinere Flächen befinden sich im Nordteil der Gemeinde. In den Auengebieten entlang der Brenne finden sich zahlreiche Pappelplantagen. Zur Gemeinde gehören folgende Weiler und Fluren: les Amis, les Arbois, la Balme, Bougnolles, les Burdys, le Champ-de-Foire, les Chênes, la Communauté, les Crouses, les Genots, la Glacière, Granges-Bonnots, les Grappins, les Grépilles, la Grille, Heurarde, l’Isle, la Malmontée, les Marronniers, le Moulinot, le Parc, le Petit-Bois, les Philippes, les Plateaux, le Rapillot, le Vernet, Villeneuve.

### Klima
Das Klima in Bouhans ist warm und gemäßigt. Es gibt das ganze Jahr über deutliche Niederschläge, selbst der trockenste Monat weist noch hohe Niederschlagsmengen auf. Die Klassifikation des Klimas nach Köppen und Geiger ist Cfb ((Gemäßigtes) Ozeanklima). Die Temperatur liegt im Jahresdurchschnitt bei 11,9 °C. Der wärmste Monat ist der Juli mit einer Durchschnittstemperatur von 21,1 °C, der kälteste der Januar mit 3,2 °C. Über ein Jahr verteilt summieren sich die Niederschläge auf 1081 mm, dabei ist der November mit 117 mm der niederschlagsreichste, während Juli als trockenster Monat 72 mm aufweist. Über das ganze Jahr werden etwa 2764 Sonnenstunden gezählt.
|                        | Jan | Feb | Mär  | Apr  | Mai  | Jun  | Jul  | Aug  | Sep  | Okt  | Nov  | Dez |   |      |
| Mittl. Temperatur (°C) | 3,2 | 3,9 | 7,5  | 11,1 | 15,0 | 19,1 | 21,1 | 20,7 | 16,9 | 12,9 | 7,3  | 4,1 | ⌀ | 11,9 |
| Mittl. Tagesmax. (°C)  | 6,2 | 7,6 | 11,9 | 15,7 | 19,3 | 23,8 | 25,7 | 25,4 | 21,4 | 16,9 | 10,5 | 6,8 | ⌀ | 16   |
| Mittl. Tagesmin. (°C)  | 0,6 | 0,5 | 3,2  | 6,4  | 10,3 | 14,1 | 16,1 | 15,8 | 12,7 | 9,2  | 4,4  | 1,5 | ⌀ | 7,9  |
|                        |     |     |      |      |      |      |      |      |      |      |      |     |   |      |
| Niederschlag (mm)      | 98  | 83  | 80   | 90   | 93   | 77   | 72   | 73   | 87   | 104  | 117  | 107 | Σ | 1081 |

| 0,6 |

| 0,5 |

| 3,2 |

| 6,4 |

| 10,3 |

| 14,1 |

| 16,1 |

| 15,8 |

| 12,7 |

| 9,2 |

| 4,4 |

| 1,5 |

| 0,6 |

| 0,5 |

| 3,2 |

| 6,4 |

| 10,3 |

| 14,1 |

| 16,1 |

| 15,8 |

| 12,7 |

| 9,2 |

| 4,4 |

| 1,5 |

## Toponymie
Der Name geht möglicherweise zurück auf eine Siedlung der Boier, die entlang der Römerstraße zwischen Saint-Germain-du-Bois und Villevieux siedelten. 1144 wird der Ort erstmals erwähnt als Boens.

## Geschichte
Von der Brücke beim Weiler L’Estalet führte eine Römerstraße nach Villevieux und streifte Bouhans im Süden, im Westen verlief eine Römerstraße von Saint-Germain-du-Bois nach Bellevesvre und streifte den Weiler La Balme. Im 12. Jahrhundert gehörte die Herrschaft Saubertier der Kirche Saint-Vincent in Chalon-sur-Saône, die sie dem Kloster Saint-Marcel weitergab. Die Herrschaft wurde später La Balme genannt. 1645 erhielt Louis de la Balme vom König die Erlaubnis, jährlich an den zwei Tagen, die dem Gedenktag des Heiligen Ludwig, dem 25. August, folgten, einen Jahrmarkt abzuhalten. Dieser sollte nicht zuletzt der Versöhnung mit den Bewohnern der Franche-Comté dienen, die damals spanisch war. Zudem fanden am 25. August bereits Feierlichkeiten zu Ehren des Heiligen Ludwigs und die Waffeninspektion statt. Bis 1860 wurden vorwiegend Leinen und Tuche gehandelt, bis beim Pont d’Etalet eine Zollstation eingerichtet wurde, die die Teilnahme der freibergischen Händler förderte. Der Markt erreichte seine Blütezeit zur Zeit von Napoleon Bonaparte und verlor anschließend an Bedeutung.
Im 18. Jahrhundert bestand in la Balme ein Schloss mit eigener Kapelle und erlesener Bibliothek der Familie der Scoraille, die die Herrschaft 1658 übernahmen. Gegen 1818 wurde das Schloss zerstört. Die Herrschaft Eurarde gehörte ursprünglich den Brancion, später gelangte auch sie an die Scorailles, wie auch die Herrschaften Chênes und Lisle-en-Bresse. Die Kirche (dem Heiligen Martin geweiht) entstand 1719, der Turm 1862. 1988 bestanden noch 22 Landwirtschaftsbetriebe.

### Die Herren von Bouhans
- Der Weiler La Balme hieß bis Mitte des 17. Jahrhunderts Saubertier. Die Herren dieses Ortes benannten sich nach diesem Weiler, dazu gehörten auch einige Siedlungen in Serley. Erwähnt wird Claude de Saubertier, Almosenier in der Abtei Saint-Philibert in Tournus, er wurde 1428 Dekan von Louhans. 1689 gehörte das Lehen Étienne Bernardon, der es an Louis de la Balme de la Forêt verkaufte. 1658 brachte Jeanne Claude de la Balme, Herrin von Saubertier, das Lehen in die Ehe mit François de Scorailles, Edler. Ab 1710 wurde der Weiler Saubertier offiziell in la Balme umbenannt.
Die de Scorailles stammten ursprünglich aus der Auvergne, waren ein altes Geschlecht, deren Vorfahren schon an den Kreuzzügen teilgenommen hatten. Auch der Zweig der de Scorailles, der sich in der Bresse niedergelassen hatte, brachte wichtige Persönlichkeiten hervor. François Philippe de Scorailles († 1724), Baron von Bouhans, war Oberst eines Dragonerregiments. Zu seinen Gunsten wurde das Lehen de la Balme 1713 durch Patentbrief zum Marquisat erhoben.
Sein Sohn, Étienne Marie de Scorailles war wohl der berühmteste der Familie. Er war 1748 Maréchal de camp, Sous-Lieutenant der Chevau-léger de la garde du roi und 1754 als Vertreter des Adels in die Generalstände gewählt. Ihm folgte sein Sohn, Charles Joseph de Scorailles, Ritter und Marquis de Scorailles. Aus Mangel an männlichen Nachkommen setzte er seinen Schwiegersohn als Nachfolger mit allen Titeln ein, Jean Joseph de Scorailles aus der Familie Lalo… er war der letzte Herr von Bouhans
- In Bouhans bestanden weitere Lehen, Heurarde (etwa 1,8 Kilometer nordnordöstlich des Bourg), les Chênes (etwa 1 Kilometer nördlich des Bourg) und l’Isle, das den de Gréen gehörte (etwa 6 Kilometer nördlich des Bourg, auf der Grenze zu Montjay).  Diese Lehen gelangten schließlich alle zum Marquisat des Scorailles.

Mit der Französischen Revolution 1789 wurden die Vorrechte des Adels abgeschafft, sie behielten lediglich noch ihre Titel.

## Bevölkerung
| Bouhans: Einwohnerzahlen von 1793 bis 2020 | Bouhans: Einwohnerzahlen von 1793 bis 2020 | Bouhans: Einwohnerzahlen von 1793 bis 2020 | Bouhans: Einwohnerzahlen von 1793 bis 2020 | Bouhans: Einwohnerzahlen von 1793 bis 2020 |
| --- | ------------------------------------------ | ------------------------------------------ | ------------------------------------------ | ------------------------------------------ |
| Jahr |                                            |                                            |                                            | Einwohner                                  |
| 1793 | 1793                                       |                                            | 458                                        | 458                                        |
| 1800 | 1800                                       |                                            | 466                                        | 466                                        |
| 1806 | 1806                                       |                                            | 530                                        | 530                                        |
| 1821 | 1821                                       |                                            | 458                                        | 458                                        |
| 1831 | 1831                                       |                                            | 475                                        | 475                                        |
| 1836 | 1836                                       |                                            | 552                                        | 552                                        |
| 1841 | 1841                                       |                                            | 545                                        | 545                                        |
| 1851 | 1851                                       |                                            | 540                                        | 540                                        |
| 1856 | 1856                                       |                                            | 535                                        | 535                                        |
| 1861 | 1861                                       |                                            | 487                                        | 487                                        |
| 1866 | 1866                                       |                                            | 484                                        | 484                                        |
| 1872 | 1872                                       |                                            | 475                                        | 475                                        |
| 1876 | 1876                                       |                                            | 477                                        | 477                                        |
| 1881 | 1881                                       |                                            | 487                                        | 487                                        |
| 1886 | 1886                                       |                                            | 461                                        | 461                                        |
| 1891 | 1891                                       |                                            | 457                                        | 457                                        |
| 1896 | 1896                                       |                                            | 462                                        | 462                                        |
| 1901 | 1901                                       |                                            | 490                                        | 490                                        |
| 1906 | 1906                                       |                                            | 484                                        | 484                                        |
| 1911 | 1911                                       |                                            | 479                                        | 479                                        |
| 1921 | 1921                                       |                                            | 410                                        | 410                                        |
| 1926 | 1926                                       |                                            | 396                                        | 396                                        |
| 1931 | 1931                                       |                                            | 382                                        | 382                                        |
| 1936 | 1936                                       |                                            | 365                                        | 365                                        |
| 1946 | 1946                                       |                                            | 350                                        | 350                                        |
| 1954 | 1954                                       |                                            | 331                                        | 331                                        |
| 1962 | 1962                                       |                                            | 305                                        | 305                                        |
| 1968 | 1968                                       |                                            | 241                                        | 241                                        |
| 1975 | 1975                                       |                                            | 185                                        | 185                                        |
| 1982 | 1982                                       |                                            | 174                                        | 174                                        |
| 1990 | 1990                                       |                                            | 168                                        | 168                                        |
| 1999 | 1999                                       |                                            | 154                                        | 154                                        |
| 2006 | 2006                                       |                                            | 155                                        | 155                                        |
| 2009 | 2009                                       |                                            | 154                                        | 154                                        |
| 2014 | 2014                                       |                                            | 157                                        | 157                                        |
| 2020 | 2020                                       |                                            | 178                                        | 178                                        |
| Quelle(n): EHESS/Cassini bis 2006, ab 2009 INSEE Anmerkung(en): • Ab 1962 offizielle Zahlen ohne Einwohner mit Zweitwohnsitz • Höchste Einwohnerzahl 1836 mit 552, tiefste Einwohnerzahl 1999 und 2009 mit 154 (27,9 % vom Maximum) |                                            |                                            |                                            |                                            |

| Bevölkerungsstruktur | Anzahl Einwohner | männlich | weiblich | davon Ausländer | Anteil % |
| -------------------- | ---------------- | -------- | -------- | --------------- | -------- |
|                      | 177              | 90       | 87       | 4               | 2,2      |

| Männer | Alterstufe | Frauen |
| ------ | ---------- | ------ |
| 0      | 90 + älter | 1      |
| 7      | 75–89      | 6      |
| 33     | 60–74      | 24     |
| 10     | 45–59      | 20     |
| 15     | 30–44      | 12     |
| 14     | 15–29      | 9      |
| 10     | 0–14       | 15     |

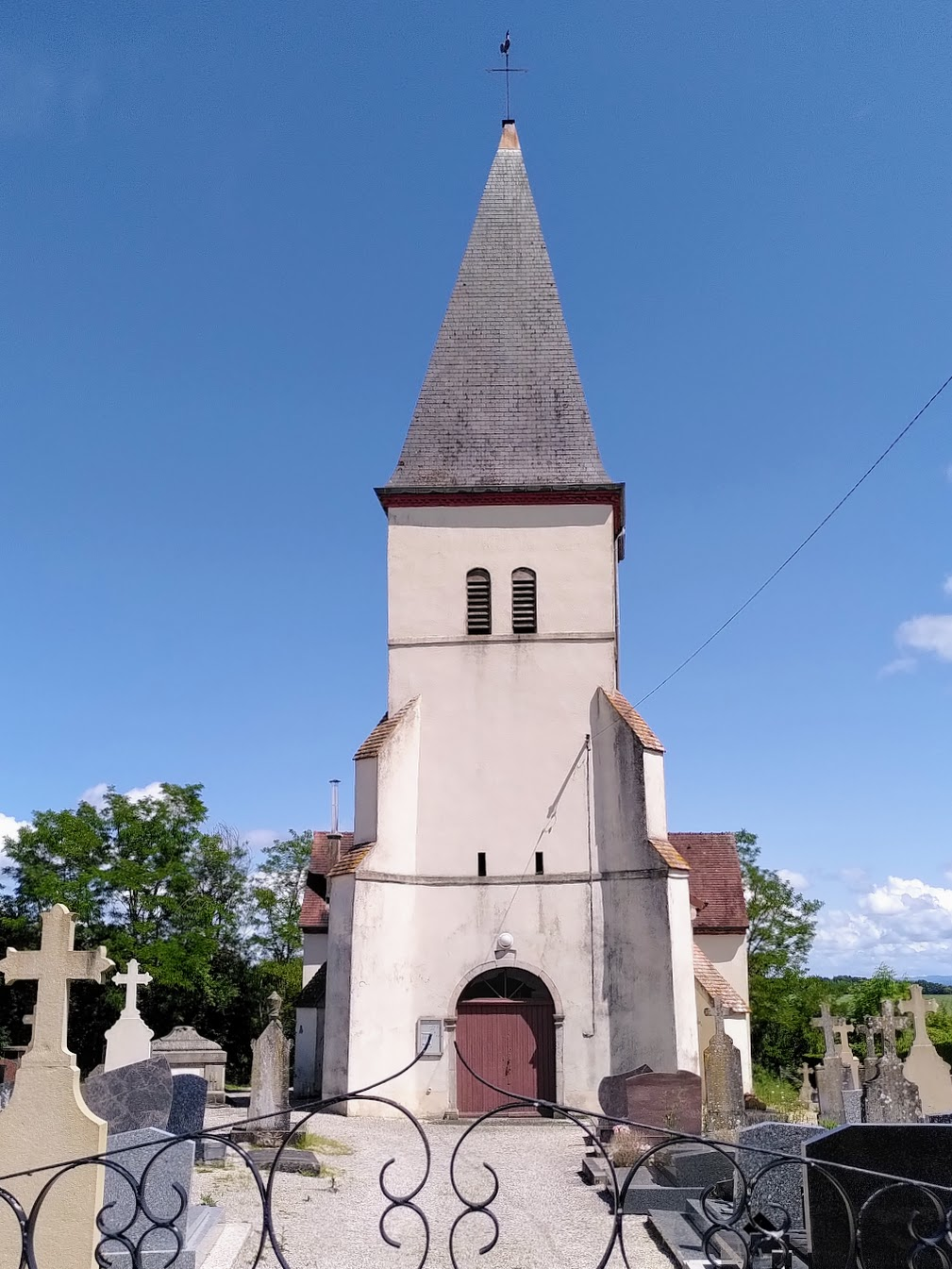
Kirche Saint-Martin von Bouhans

Die Bevölkerungsstruktur zwischen Männern und Frauen ist ausgeglichen, wobei 42 % der Bevölkerung jünger als 45 Jahre sind. Demgegenüber sind 40 % der Bevölkerung älter als 60 Jahre und damit im Rentenalter.
| Wohnstruktur               | Anzahl Wohneinheiten | davon Häuser | Wohnungen | sonstige |
| -------------------------- | -------------------- | ------------ | --------- | -------- |
|                            | 119                  | 116          | 2         | 1        |
| davon Hauptwohnsitz        | 82                   |              |           |          |
| Zweit- oder Ferienwohnsitz | 30                   |              |           |          |
| vakant                     | 7                    |              |           |          |

## Wirtschaft und Infrastruktur

### Unternehmen, Betriebe, Ladengeschäfte und Einrichtungen
In der Gemeinde befinden sich nebst Mairie und Kirche folgende Unternehmen nach Branchen:
| Branche                                                           | Anzahl Betriebe |
| ----------------------------------------------------------------- | --------------- |
| Industrie und verarbeitendes Gewerbe                              | 2               |
| Baugewerbe                                                        |                 |
| Groß- und Einzelhandel, Verkehr, Beherbergung und Gastronomie     | 4               |
| Information und Kommunikation                                     |                 |
| Finanz- und Versicherungsdienstleistungen                         |                 |
| Grundstücks- und Wohnungswesen                                    | 1               |
| Freiberufliche, wissenschaftliche und technische Dienstleistungen | 1               |
| Öffentliche Verwaltung, Unterricht, Gesundheits- und Sozialwesen  | 1               |
| Sonstige Dienstleistungen                                         |                 |
| Land- und Forstwirtschaftsbetriebe                                | 7               |

In der Gemeinde befinden sich keinerlei Ladengeschäfte, lediglich eine Gîte. Mit den Gütern des täglichen Bedarfs versorgen sich die Einwohner in Saint-Germain-du-Bois.

### Geschützte Produkte in der Gemeinde
Als AOC-Produkte sind in Bosjean Crème et beurre de Bresse, Volaille de Bresse und Dinde de Bresse zugelassen.

### Bildungseinrichtungen
Bouhans verfügt über keine eigenen schulischen Einrichtungen. Die Kinder werden in Schulen der umliegenden Gemeinden ausgebildet.

## Sehenswürdigkeiten
- Foire de la Balme, Jahrmarkt am letzten Wochenende im August.[18] Mit jährlich rund 40.000 Besuchern belegt die Foire de la Balme den vierten Platz der landwirtschaftlichen Messen in Frankreich. Die Foire, die seit 1645 stattfand, musste 2021 als Folge der COVID-19-Pandemie ausgesetzt werden. In der Folge ergaben sich weitere Schwierigkeiten, insbesondere wirtschaftlicher Art, so dass die Foire de la Balme frühestens 2026 wieder durchgeführt wird[19].